# Conthonolaimus tenuis
Conthonolaimus tenuis is een rondwormensoort. De wetenschappelijke naam van de soort is voor het eerst geldig gepubliceerd in 1924 door Kreis.